# Christian Bouyer
Pour les articles homonymes, voir Bouyer (homonymie).
 (février 2019).
Si vous disposez d'ouvrages ou d'articles de référence ou si vous connaissez des sites web de qualité traitant du thème abordé ici, merci de compléter l'article en donnant les références utiles à sa vérifiabilité et en les liant à la section « Notes et références ».
Christian Bouyer, né en 1941, professeur agrégé d'histoire et géographie est un historien spécialiste du XVIIe siècle français,.

## Biographie
Christian Bouyer est docteur en études européennes.
Il a collaboré à l'émission Secrets d'Histoire consacrée à  Anne-Marie-Louise d'Orléans, intitulée La Grande Mademoiselle : une rebelle sous Louis XIV  diffusée le 19 juillet 2016 sur France 2.

## Publications
- Michel Particelli d'Emery, surintendant des finances, Hachette 1974
- Le Passeur de la liberté, (roman) Lieu commun 1989
- Dictionnaire des Reines de France (première édition), Librairie Académique Perrin, 1992  (ISBN 2-262-00789-6)
- L'Histoire du papier, Brepols 1996
- Les Grands Discours républicains, Cherche-Midi 1998 (en collaboration avec René Ponthus)
- Gaston d'Orléans, séducteur, frondeur et mécène, Albin Michel 1999
- La Duchesse de Chevreuse, l'indomptable et voluptueuse adversaire de Louis XIII, Pygmalion 2002 (prix Pierre Gaxotte)
- La Grande Aventure des Écoles normales d'instituteurs, Cherche-Midi 2003
- Le Duc d'Orléans, frère de Louis XIV, Pygmalion 2003
- La Grande Mademoiselle, la tumultueuse cousine de Louis XIV, Pygmalion 2004
- Louis XIII, le sceptre et la pourpre, Tallandier 2004
- Le Folklore du boulanger, Harmattan 2005
- Au temps des Îles: les Antilles françaises de Louis XII à Napoléon III, Tallandier 2005
- La Princesse Palatine, Pygmalion 2005
- Louis XIII, la montée de l'absolutisme, Tallandier 2006
- Henriette-Anne d'Angleterre, belle-sœur de Louis XIV, Pygmalion 2006
- Gaston d'Orléans, frère rebelle de Louis XIII, Pygmalion 2007
- Les Reines de France, dictionnaire chronologique, Perrin 2007
- Les Hommes d'argent, trois siècles de fortune française 1600-1900, Harmattan 2008
- Les Amants célèbres, (roman historique) Lucien Souny 2009
- 12 lettres qui ont changé l'histoire, Pygmalion 2011
- Les Enfants-rois, Pygmalion 2012

Il a par ailleurs préfacé et commenté les Mémoires et Portraits littéraires de la duchesse de Montpensier.

## Prix et distinctions
- 2005 : Prix Hugues-Capet pour La Princesse Palatine